# Йохан III фон Хунолщайн
Йохан III фон Хунолщайн (на немски: Johann III von Hunolstein; † 4 май 1516) е фогт на замък Хунолщайн в Морбах в Хунсрюк (Рейнланд-Пфалц), господар на Цюш и Мерксхайм.
Той е син на фогт Адам I фон Хунолщайн († 1448/пр. 1451) и съпругата му Елизабет фон Хаген († 1476), наследничка на Засенхайм, дъщеря на Йохан фон Хаген-Засенхайм-Мотен († 1444) и Йохана фон Засенхайм († сл. 1422). По баща е внук на фогт Йохан II фон Хунолщайн († сл. 15 февруари 1459) и Шонета фон Гайшпитцхайм († 1477), наследничка на Мерксхайм. Потомък е на Хуго фон Хунолщайн († сл. 1239), министър на граф Симон фон Саарбрюкен. Майка му се омъжва втори път за Йохан фон Еш († сл. 1467).

## Фамилия
Йохан III Фогт фон Хунолщайн се жени между 1 февруари и 27 март 1468 г. за Агнес фон Пирмонт († пр. 22 март 1490), дъщеря на Фридрих II фон Пирмонт-Еренбург († 11 декември 1491) и Катарина фон Елтц († сл. 1493). Те имат децата:
- Маргарета фон Хунолщайн
- Адам II фон Хунолщайн (*1480/1481; † 1520), женен на 21 септември 1502 г. за Елизабет фон Ратзамхаузен цу Щайн († пр. 18 ноември 1529); има пет деца
- Фридрих Фогт фон Хунолщайн († 1519)
- Филипа Фогт фон Хунолщайн, омъжена I. на 27 май 1491 г. за Вилхелм фон Еш († пр. 6 януари 1493), II. на 6 януари 1493 г. за Якоб фон Керпен-Илинген-Варсберг († сл. 1511), III. сл. 1511 г. за Вилхелм фон Елтер-Кьорих († 21 юни 1557)
- Хайнрих Фогт фон Хунолщайн († сл. 1494), баща на: Елизабет Фогт фон Хунолщайн, омъжена сл. 8 август 1563 г. за граф Вилхелм I фон Сайн-Витгенщайн (* 24 август 1485; † 18 април 1570)
- Лидия Фогт фон Хунолщайн
- Ева Фогт фон Хунолщайн
- Мария Магдалена Фогт фон Хунолщайн